# 10000
10000是9999与10001之间的自然数，十進制表示的第一個五位數，中文書寫「一萬」。

## 在数学中
- 合數，正因數有1、2、4、5、8、10、16、20、25、40、50、80、100、125、200、250、400、500、625、1000、1250、2000、2500、5000和10000。
質因數分解為{\displaystyle 2^{4}\times 5^{4}}。
- 過剩數，真因數和為14211，盈度為4211。
  - 半完全數，和為本身的其中一組因數為2、 4、 8、 10、 16、 20、 25、 40、 50、 100、 125、 200、 250、 400、 500、 1250、 2000、 5000。
- 平方數，為100的平方。
- 十进制的哈沙德數。
- 十进制的節儉數。
- 平方數，1002。上一個為9801，下一個為10201。
- 二重平方數（四次方數），104。上一個為6561，下一個為14641。
- 1/10000 = 0.0001 ，百分率為0.01%（100ppm）。
- 頭四個質數拼成三組數再相乘可組成10000。(73-35)×(5×2)2= 10000
- 10000=1002。10000=104。
- 分解式:10000= 1000×10= 1000×5×2= 5×2×5×2×5×2×5×2= 24×54
- 萬角數

## 在人類文化中
在受中国文化影响的国家中，如中国、朝鲜、日本等，大数是以四个数字为一组的，如個、十、百、千、萬，然后十萬、百萬、千萬、億。这和大多数西方国家的三个数字一组的大数命名方法不同。古希腊也使用萬（Myriade）来计数。
在中国传统文化中，常用「万」這個汉字来表达很大、无穷的意思。使用万字的成语很多，如「万籁俱寂」、「万马千军」、「万般无奈」等等，都是很大、无穷的意思。同样的用法也在万岁这个称呼中出现。
万是中國的一个姓氏。「万」也是「卐」的讀音。
10000是中国电信的客户服务热线。